# Corythophora
Corythophora là một chi thực vật có hoa trong họ Lecythidaceae.

## Loài
Chi Corythophora gồm các loài: